# 스미요시역 (구마모토현)
스미요시역(일본어: 住吉駅)은 일본 구마모토현 우토시에 위치한 규슈 여객철도 미스미 선의 철도역이다. 상대식 승강장 2면 2선의 구조를 갖춘 지상역이다.

## 타는 곳
| 1 | ■ 미스미 선 | (하행) | 미스미 방면          | 역사 터 측   |
| 2 | ■ 미스미 선 | (상행) | 우토 · 구마모토 방면 | 국도 입구 측 |

## 역 주변
- 국도 제57호선
- 스미요시 자연 공원
- 스미요시 진자

## 역사
- 1899년 12월 25일 : 규슈 철도(초대)가 개설.
- 1907년 7월 1일 : 규슈 철도(초대)가 국유화되어, 일본 제국 철도청이 소관.
- 1987년 4월 1일 : 일본국유철도 분할 민영화에 의해, 규슈 여객철도가 승계.
- 2007년 2월 : 구내 건널목의 경보기가 갱신함.
- 2015년 3월 14일 : 다이어 개정으로 플랫폼에 '승강장 번호'가 신설.

## 인접 역
| 규슈 여객철도 미스미 선 | 규슈 여객철도 미스미 선 | 규슈 여객철도 미스미 선  |
| ----------------------- | ----------------------- | ------------------------ |
| 미도리카와 우토 방면    | ■ 미스미 선             | 히고나가하마 미스미 방면 |